# Erannis rufomarmorata
Erannis rufomarmorata là một loài bướm đêm trong họ Geometridae.